# 1948年11月1日日食
1948年11月1日日食是一次日全食，發生於1948年11月1日（西半球的部分日偏食區域為10月31日）。新月當天（即朔日），地球上觀測到月球和太阳的角距離極小，此時月球如果恰好在月球交點附近，穿過太阳和地球之間，與地球、太阳接近一直線，則會出現日食。月球本影接觸地表而使該區域完全得不到陽光，就會形成日全食，同時在本影兩側數千公里的半影範圍內遮擋部分陽光，形成日偏食。此次日全食經過了比屬剛果、英屬烏干達、英屬肯亞、英屬塞席爾、英屬模里西斯，日偏食則覆蓋了非洲中東部、阿拉伯半岛、澳大利亚大部及周邊部分地區。

## 日食概況

### 出現區域
比屬剛果（今刚果民主共和国）北部在日出時最先看到日全食，隨後月球本影向東偏南穿過英屬烏干達（今乌干达）和英屬肯亞（今肯尼亚），進入印度洋，經過了印度洋西南部的部分島嶼後在阿姆斯特丹島西北約530公里的洋面達到最大食分。此後本影逐漸轉為向東，進入塔斯曼海，最終在日落時分結束於新西兰南島西北約220公里的海面。其中，全食帶共覆蓋了兩個首府——英屬烏干達坎帕拉（今乌干达首都）和英屬肯亞奈洛比（今肯尼亚首都）。全食帶均在國際日期變更線以西，在11月1日看到日全食。
本影經過的陸地依次包括：
- 比屬剛果（今刚果民主共和国）：從今赤道省東北部最先接觸地表，隨後自西北向東南斜貫東方省（英语：Orientale Province）中部偏北；
- 烏干達保護國（今乌干达）：自西北向東南斜貫西部區中部偏北、中部區中部偏北、東部區中部偏南；
- 英屬肯亞（英语：British Kenya）（今肯尼亚）：尼揚扎省的夏亞郡南部、霍馬灣郡北半部、基西郡北半部、尼亞米拉郡除北端外的絕大部分，裂谷省的凱里喬郡南部、博美特郡中南部、納羅克郡中部偏北、納庫魯郡東南側、卡耶亞多郡北部，中部省的基安布郡西南部，奈洛比省中南部，东部省的馬查科斯郡西南部、馬瓜尼郡北半部、基圖伊郡中部偏南，滨海省的塔納河郡西南部、基利菲郡中部偏北；
- 英屬塞席爾（今塞舌尔）：法夸爾環礁；
- 英屬模里西斯（今毛里求斯）：圣布兰登群岛西南部。[3][4]

除了狹窄的全食帶內能看見日全食之外，月球半影覆蓋範圍內都能看到日偏食，包括北非東部、西非東部、中非、南部非洲、东非、阿拉伯半岛、南亚南端、澳大利亚除北部外的大部、新喀里多尼亞西部、新西兰除東北部外的大部，及南极洲靠近印度洋的約三分之二。其中大部分位於國際日期變更線以西，在11月1日看到日食，剩下的部分在10月31日看到日食。

### 基本參數
- 類型：日全食
- 食甚中心處（位於阿姆斯特丹島西北約530公里的南印度洋）資料：
  - 時間：1948年11月1日5:58:49.4
  - 地點：33°6.4′S 76°13.8′E / 33.1067°S 76.2300°E
  - 食分：1.0231（全食帶內最大）
  - 日全食持續時間：1分55.6秒

## 相關的日食

### 1946-1949年的日食
月球交替位於相對的月球交點時，以半個交點年（食年），即約177天又4小時間隔出現下列日食。
註：1946年1月3日和1946年6月29日的日偏食屬於上一組交點年系列。
| 升交點   | 升交點                   |          | 降交點                    | 降交點 |
| 沙羅周期 | 地圖                     | 沙羅周期 | 地圖                      |        |
| 117      | 1946年5月30日 偏食（南） | 122      | 1946年11月23日 偏食（北） |        |
| 127      | 1947年5月20日 全食       | 132      | 1947年11月12日 環食       |        |
| 137      | 1948年5月9日 環食        | 142      | 1948年11月1日 全食        |        |
| 147      | 1949年4月28日 偏食（北） | 152      | 1949年10月21日 偏食（南） |        |

### 沙羅周期
沙羅周期長度為18年11天。本次日食屬於沙羅周期142，共包含72次日食，依次為1624年4月17日至1750年7月3日的8次日偏食、1768年7月14日的1次全環食（亦稱混合食）、1786年7月25日至2543年10月29日的43次日全食、2561年11月8日至2904年6月5日的20次日偏食，總共歷時1280.14年。其中最長的全食發生於2291年5月28日，共持續了6分34秒。
下表列舉了1901年至2100年間發生的屬於該周期的日食，是第17至27次：
| 17             | 18             | 19            |
| -------------- | -------------- | ------------- |
| 1912年10月10日 | 1930年10月21日 | 1948年11月1日 |
| 20             | 21             | 22            |
| 1966年11月12日 | 1984年11月22日 | 2002年12月4日 |
| 23             | 24             | 25            |
| 2020年12月14日 | 2038年12月26日 | 2057年1月5日  |
| 26             | 27             |               |
| 2075年1月16日  | 2093年1月27日  |               |

## 資料來源
1. ↑  樊忠玉. . 中国天文科普网.   [2016-03-28]. （原始内容存档于2014-09-17）.
2. 1 2  Fred Espenak. . NASA Eclipse Web Site.   [2016-03-28]. （原始内容存档于2020-10-21）.（英文）
3. ↑  Fred Espenak. . NASA Eclipse Web Site.   [2016-03-28]. （原始内容存档于2020-06-10）.（英文）
4. ↑  Xavier M. Jubier. .   [2016-03-28]. （原始内容存档于2019-09-09）.（法文）（英文）
5. ↑  Fred Espenak. . NASA Eclipse Web Site.   [2016-03-28]. （原始内容存档于2008-08-29）.（英文）
6. ↑  Fred Espenak. . NASA Eclipse Web Site.（英文）

## 外部連結
- NASA日食專頁（页面存档备份，存于）（英文）
- 可見區域圖和時間統計：由弗雷德·埃斯佩纳克做出的日食預報，NASA/GSFC
  - Google互動地圖呈現的日食範圍
  - 貝塞爾元素
- Google地圖顯示的日全食和日偏食範圍（页面存档备份，存于）（法文）（英文）

| \| \| 日食 \|                            |                              |                                           |
| 上一次日食： 1948年5月9日日食 （日環食） | 1948年11月1日日食 （日全食） | 下一次日食： 1949年4月28日日食 （日偏食） |
| 上一次日全食： 1947年5月20日日食         | 1948年11月1日日食 （日全食） | 下一次日全食： 1950年9月12日日食          |
|                                          | 日食                         |                                           |